# Teheraner Museum für Zeitgenössische Kunst

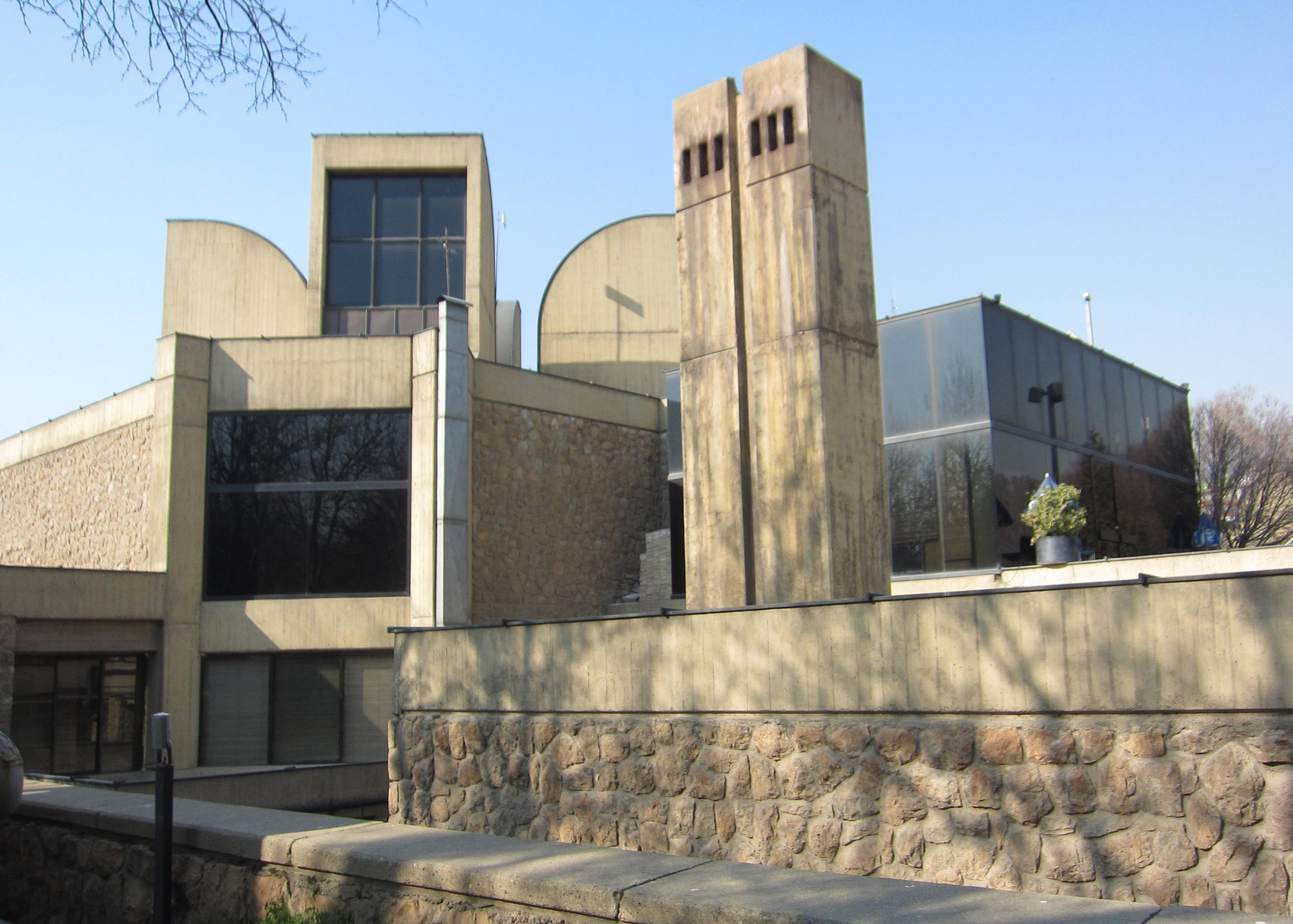
Teheraner Museum für Zeitgenössische Kunst

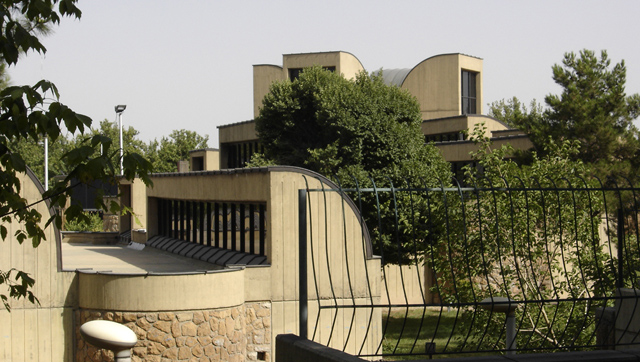
Architekturelemente des Museums

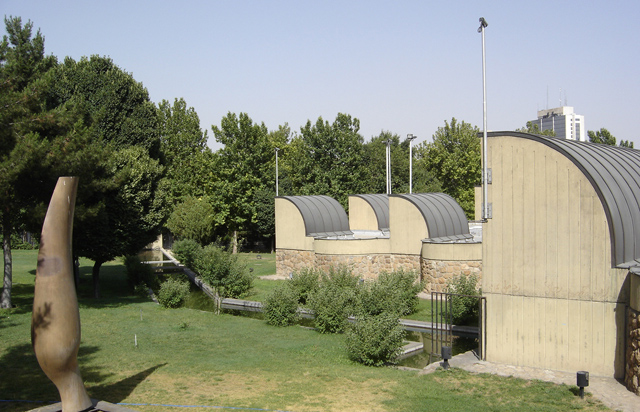
Der das Museum umgebende Skulpturengarten

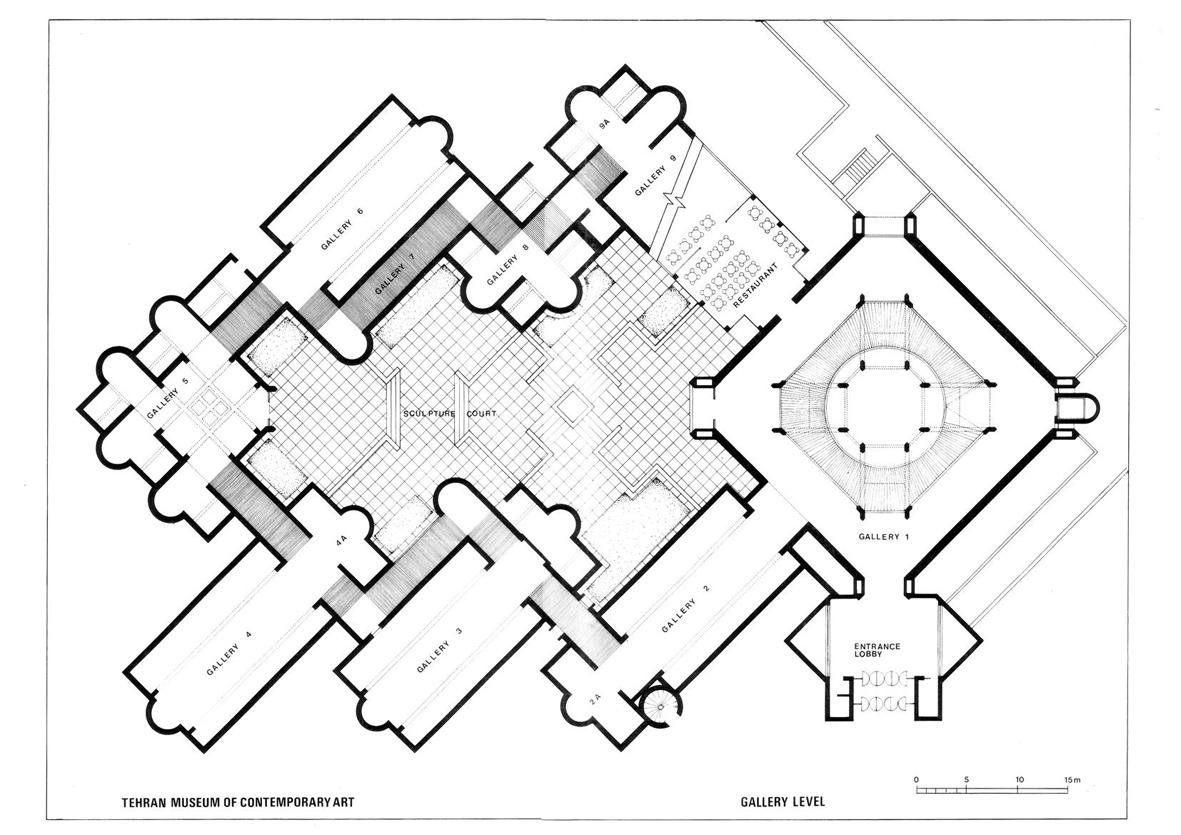
Grundriss der Ausstellungsfläche des Museums

Das Teheraner Museum für Zeitgenössische Kunst (persisch موزه هنرهای معاصر تهران Muzeh-ye Honarhā-ye Mo'āsser-e Tehrān; englisch Tehran Museum of Contemporary Art, kurz Tehran MoCA und TMOCA) ist ein Museum im Zentrum von Teheran und liegt im Laleh-Park (früher: Park-e Farah). Es ist das bedeutendste Museum für zeitgenössische Kunst in Iran und beherbergt die größte Sammlung zeitgenössischer Kunst außerhalb Europas und der Vereinigten Staaten.

## Geschichte
Der Museumsbau wurde Mitte der 1970er Jahre auf Betreiben von Schahbanu („Kaiserin“) Farah Pahlavi auf einem Gelände von mehr als 7000 m² von dem Architekten Kamran Diba entworfen, einem Cousin der Auftraggeberin. Die Architektur des weitläufigen Gebäudes verbindet traditionelle Bauelemente aus den Wüstengegenden Irans wie Windtürme (badgir) mit modernen Architekturelementen. Diba war auch Gründungsdirektor; Gründungskurator war David Galloway. Das Museum wurde im Oktober 1977 mit einer von experimenteller Musik begleiteten Eröffnungsfeier unter Anwesenheit von Gästen wie dem Mäzen Nelson Rockefeller, dem Galeristen Leo Castelli sowie zahlreichen Künstlern und Museumsdirektoren eröffnet.
Während der Iranischen Revolution 1979 mussten die Bilder der Sammlung (darunter Werke von Gustav Klimt und Marc Chagall), in den 1970er Jahren von Farah Pahlavi gekauft, von Firouz Shabazi, der 1977 als Fahrer angestellt worden war, in den Keller des Museums verbracht und behütet werden. David Galloway zufolge wurden die westlichen Werke gegen solche iranischer Künstler auf Betreiben des Museumsangestellten Douglas Luckhaupt ausgetauscht und gesichert. Im Sammelband Die Teheran Moderne. Ein Reader zur Kunst im Iran seit 1960 zeichnen Beiträge – unter anderem von Diba und Galloway – die Geschichte des Museums, den Sensationalismus von Medien über die Museumssammlung und das Scheitern der Ausstellung 2016 in Berlin nach.

## Struktur
Das Museum besteht aus neuen Galerien, Verwaltungsgebäuden, einer Bibliothek, einem Filmsaal, einer Cafeteria und Archiven. Das Gebäude ist umgeben von einem Skulpturengarten mit Werken von berühmten Künstlern wie Henry Moore, Alberto Giacometti und Parviz Tanavoli – darunter:
- Estela a Pablo Neruda (1974) von Eduardo Chillida
- rhythmus im raum (1947–48), roter Granit, von Max Bill
- Der Steinbock (Capricorn) von Max Ernst
- Mann und Frau von Alberto Giacometti
- Pferd und Reiter von Marino Marini
- Der Therapeut von René Magritte
- No. 2 (1954) von Mark Rothko

## Ausstellungen
Jedes Jahr werden fünf Ausstellungen visueller Kunst organisiert. Zu sehen sind Werke bedeutender Künstler des 19. und 20. Jahrhunderts wie Claude Monet, Camille Pissarro, Vincent van Gogh, Pablo Picasso, Max Ernst, George Grosz, Jackson Pollock, Andy Warhol, Edward Hopper und iranischen Künstlern wie Kamal-ol-Molk und zeitgenössischen Künstlern wie Parviz Tanavoli, Jazeh Tabatabai, Sohrab Sepehri, Nasser Ovissi, Abolghasem Saidi, Bahman Mohasses und Ahmad Esfandiari.